# Realitatea evreiască
Realitatea Evreiască este o revistă culturală și de actualități în limba română, cu sediul în București, și care se adresează comunității evreilor din România. Publicația a fost fondată în anul 1956 sub numele de Revista Cultului Mozaic din România, dar, în 1995, ea și-a schimbat numele în Realitatea Evreiască. Editorul ei este Federația Comunităților Evreiești din România.
În octombrie 1956 rabinul Moses Rosen a primit autorizația de a publica Revista Cultului Mozaic. El a fost organul de presă oficial al Comunității Evreilor din România în timpul perioadei comuniste, fiind tipărit în limbile română, idiș și ebraică. În 1970 a devenit singurul periodic evreiesc din România. Având articolele de pe ultima sa pagină în ebraică, Revista Cultului Mozaic a fost timp de mai mult de treizeci de ani singura revistă în limba ebraică tipărită în întreg spațiul comunist. Poetul și filologul Ezra Fleischer, deținut în închisorile comuniste din România pentru activitățile sale sioniste, a fost unul dintre primii redactori ai Revistei Cultului Mozaic, înainte de emigrarea sa în Israel. 
Între colaboratorii publicației s-au numărat Marcel Aderca și academicianul Alexandru Graur.